# Karabin maszynowy MG 13
Maschinengewehr 13 (MG 13) – niemiecki lekki karabin maszynowy z okresu przed II wojną światową.

## Historia konstrukcji
Na podstawie doświadczeń zdobytych podczas I wojny światowej i porównania siły ognia lekkich karabinów z ciężkim karabinem maszynowym typu Maxim (MG 08), sztab niemiecki zdecydował o włączeniu do uzbrojenia piechoty lekkich karabinów maszynowych. Zamówienie na karabin tego typu obsługiwany przez jednego żołnierza złożono w 1926 roku. Louis Stange, starszy inżynier w fabryce Rheinmetall opracował projekt karabinu opierając się na rozwiązaniach ciężkiego karabinu maszynowego Dreyse MG 1912. Modyfikacje w porównaniu do pierwowzoru obejmowały zmianę lufy z chłodzonej wodą na chłodzoną powietrzem (w ażurowej osłonie metalowej), wymianę podstawy trójnożnej na dwunożną mocowaną do wylotu lufy i dodanie prostej metalowej kolby, składanej w prawą stronę wzdłuż karabinu.
W wyniku testów nowego karabinu uznano, że spełnia on stawiane wymagania i nadano mu oznaczenie Gerät 13a (niem. urządzenie 13a). Oznaczenia tego typu były nadawane eksperymentalnej broni strzeleckiej w celu ukrycia jej przeznaczenia. Liczba 13 była numerem pod którym zarejestrowano karabin w biurze technicznym uzbrojenia armii Heereswaffenamt. W tym samym czasie prowadzono także badania nad ciężkim karabinem maszynowym również opartym o rozwiązania karabinu Dreysego, oznaczonym jako Gerät 14. Był on zasilany z taśmy i posiadał podstawę trójnożną umożliwiającą ostrzał pod kątem 360 stopni, ale ze względu na brak istotnych zalet w porównaniu z ówcześnie używanym karabinem MG 08 projekt zarzucono.
W roku 1930 wprowadzono karabin Gerät 13a na uzbrojenie armii niemieckiej pod oznaczeniem MG 13 i produkowano do roku 1934 kiedy to wszedł do produkcji znacznie lepszy, uniwersalny karabin maszynowy MG 34. Karabin MG 13 występował także w wersji skróconej MG 13k (k od niem. kurz – krótki) przeznaczonej dla uzbrojenia załóg czołgów, wozów pancernych i częściowo także jako lotniczy karabin maszynowy. MG 13k był używany m.in. w Panzerkampfwagenie I Ausf. A i Ausf. B.
Na bazie MG 13 opracowano lotniczy karabin maszynowy MG 15. Po wycofaniu MG 13 z uzbrojenia samolotów i zastąpieniu ich nowszymi MG 15, karabiny te weszły na uzbrojenia personelu naziemnego Luftwaffe.
Karabiny MG 13 sprzedawano do Portugalii i używano pod oznaczeniem M-38 do lat 50. XX wieku. Duża liczba trafiła także do Angoli, gdzie jako uzbrojenie partyzantów przetrwała do późnych lat 80. XX wieku.

## Opis konstrukcji
Lekki karabin maszynowy MG 13 był indywidualną bronią samoczynną. Zasada działania oparta na krótkim odrzucie lufy. Ryglowanie ryglem wahliwym w płaszczyźnie pionowej. Mechanizm spustowy umożliwiał prowadzenie ognia ciągłego i pojedynczego. Wybór rodzaju ognia realizowany językiem spustowym poprzez naciśnięcie górnej lub dolnej jego części(jak w późniejszym MG34). Zasilanie z magazynka pudełkowego na 25 nabojów dołączanego z lewej strony karabinu lub specjalnego magazynka siodłowego (dwubębnowego), różniącego się od stosowanego w MG 15, o pojemności 75 nabojów. Przeładowanie rączką zamkową po prawej stronie komory zamkowej. MG 13 posiadał lufę wymienną, chłodzoną powietrzem w ażurowej osłonie blaszanej. Przyrządy celownicze mechaniczne. Muszka stała umocowana na obudowie lufy i nastawny celownik ramkowy. Możliwy był także montaż celownika do strzelań przeciwlotniczych.